# Latin America and Caribbean Network Information Centre
LACNIC (en anglais « Latin America and Caribbean Network Information Centre » est un registre régional d'adresses IP. Il exerce ses activités en Amérique latine et aux Caraïbes.